# James Life
James Life Flores (Fort Myers, 19 ottobre 1983) è un ex cestista statunitense con cittadinanza portoricana.

## Carriera
Con Porto Rico ha disputato i Campionati centramericani del 2010.